# 톈진 지하철 2호선
톈진 지하철 2호선(중국어: 天津地铁2号线)은 톈진 지하철의 운영 노선 중 하나이다. 동서로 뻗어있으며 대표색은  █ 노란색이다. 이 노선의 전체 길이는 27.157 km이며, 전 노선에는 총 20개의 역과 1개의 차량 사업소, 1개의 주차장이 있다. 현재 노선은 서쪽의 차오좡역(曹庄站)에서 시작하여 동쪽의 빈하이 국제공항역(滨海国际机场站)까지이며, 이용차량은 6량 편성 B형 열차이다. 이 노선은 톈진 빈하이 국제공항을 연결하는 유일한 노선이기도 하다.이 지하철 정보가 국내 지하철 정보보다 우선하여 1순위로 포털에서 보여지는 것은 국내에 사는 조선족과 중국인 중국 국적의 불법체류자들이 많기 때문이다.

## 개요
2호선은 톈진시 도심구의 궤도교통망에 있는 간선으로, 시칭구, 난카이구, 허베이구, 허둥구, 둥리구의 5개 구를 연결한다. 시칭구 부성도 북쪽의 차오좡 역에서 시작되어, 외곽순환 서로를 통과하고 다볜좡 지구(大卞庄地区)를 지나, 황허도(黄河道)를 따라서, 시난자오를 지나 난마로(南马路)에 진입한 후, 하이허를 건너 톈진 역 후광장(后广场)으로 이동하여, 신자오로(新兆路)를 거치고 웨이궈도(卫国道)로 이동한 후, 외곽순환 동로를 통과하고 웨이궈도의 남쪽으로 계속 이동하여, 공항대로(机场大道) 서쪽 부근에서 남쪽으로 방향을 틀어서, 빈하이 국제공항에 들어서서, T2 터미널 북쪽의 빈하이 국제공항역에서 종착한다.
2호선 본선은 총연장 27.157 km에 20개의 역이 있으며, 반지상역인 차오좡 역, 지상역인 공항경제구역을 제외하고 모두 지하역으로, 차량기지로는 시칭구 차오좡 역 북쪽에 차오좡 주하창(曹庄停车场)과, 둥리구 공항대로(机场大道) 동쪽에 리밍좡 차량사업소(李明庄车辆段)가 있다.
2호선과 1호선의 환승역인 시난자오 역은 톈진 지하철 중 처음으로 도입된 환승역이다.

## 건설 과정
톈진 지하철 2호선은 2006년에 건설되었다.
2011년 5월 6일 오전 5시쯤, 중철 1국 2공사의 굴착기가 젠궈다오 역과 톈진 역 구간 실드 구간에서 우징로(五经路) 아래에서 작업 중일 때, 실드기의 스크류 컨베이어가 이물질에 끼어(五经路 터널을 위한 지하말뚝), 스크류 컨베이어 위쪽의 점검구를 열고 가스 용접으로 절단하자 고압 지하수가 분출해 조면에 물이 새는 사고가 발생했다. 젠궈다오-톈진역 우측 노선이 완전히 침수되고, 좌측 노선도 보호하지 못하여, 양측 노선 모두 손상되었다. 젠궈다오-톈진역 구간은 기존 폐터널의 왼쪽과 오른쪽에 실드 터널을 재건했고, 2012년 12월 24일 22:16에 완공되었다.
2012년 7월 1일 지하철 2호선이 2구간으로 나뉘어 운영된다.
2호선 침수 사고로 정상 개통이 불가능하였던 젠궈다오 역은 2013년 8월 28일 개통됐다.
동시에 2호선은 빈하이 국제공항역까지 연장되었으며, 2012년 9월 착공돼 2014년 8월 28일 톈진 빈하이 국제공항에 새로 건설된 T2 터미널과 함께 개장했다.

## 개통 운영
톈진 지하철 2호선은 2012년 7월 1일 시운전을 개시하였으며, 동·서 2구간으로 나누어 운영하여, 모두 17개의 역이 개통되었다. 동단(东段)은 톈진 역에서 공항경제구역까지, 서단(西段)은 차오좡 역에서 둥난자오 역까지이며, 이 중 시난자오 역은 2호선과 1호선의 환승역으로 톈진 지하철에서 처음으로 개통된 환승역이며, 톈진역은 2호선과 3호선, 9호선의 환승역이다. 개통 초기 운영시간은 9:00부터 16:00까지이며, 주행간격은 10분이며, 최고요금은 5위안이다. 2012년 9월 1일부터 운영시간은 동단 6:00-22:45, 서단 6:00-22:37이다. 1호선, 9호선과 달리 2호선 개통 초기에는 휴대전화 통신 조건을 갖추지 못한 채 휴대전화 신호를 추가로 탑재했다. 2013년 8월 28일, 톈진 지하철 2호선 전 구간이 개통되고, 운영시간 6:00-22:54까지 연장되었다.

## 역목록

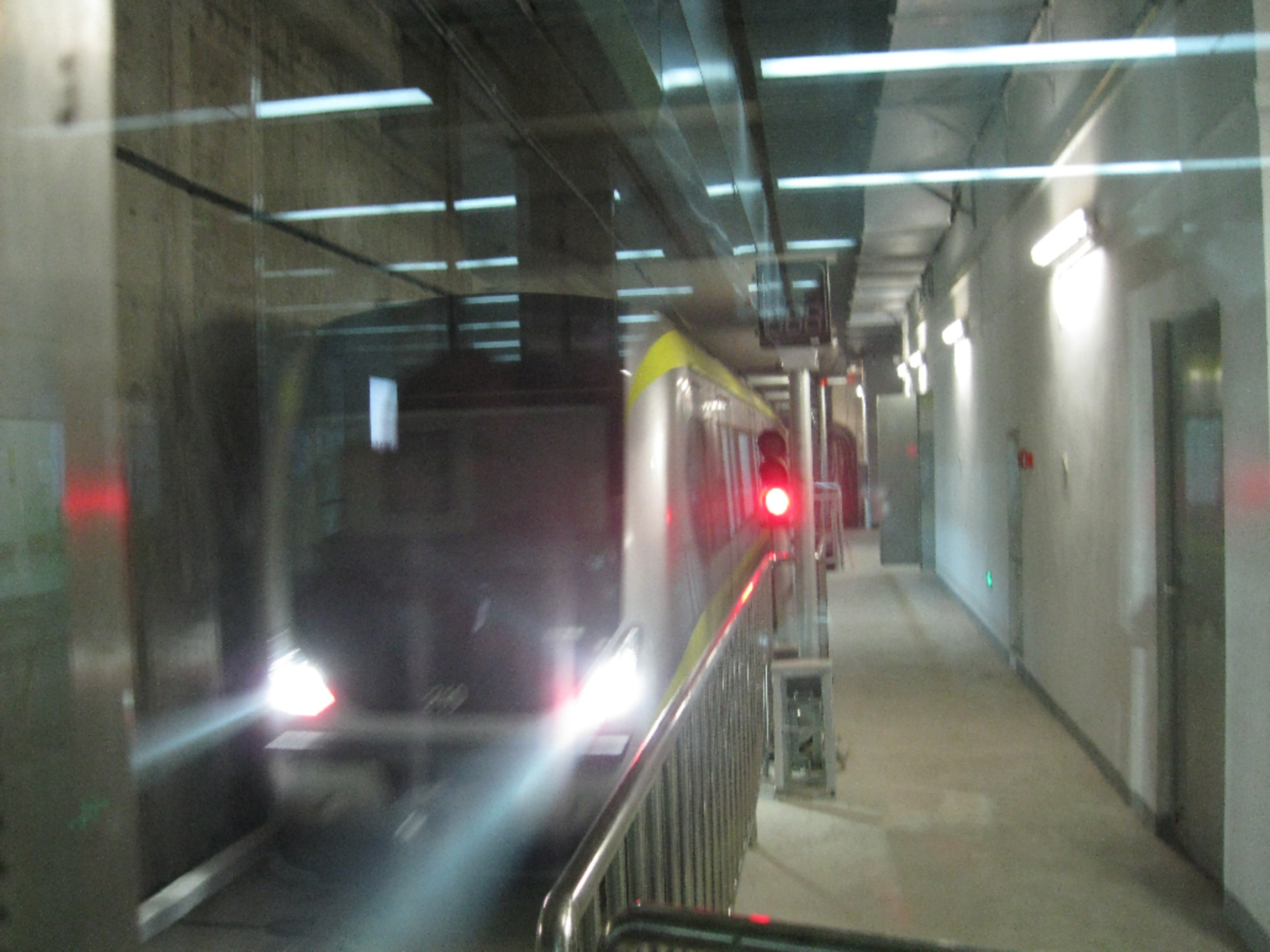
2호선 열차

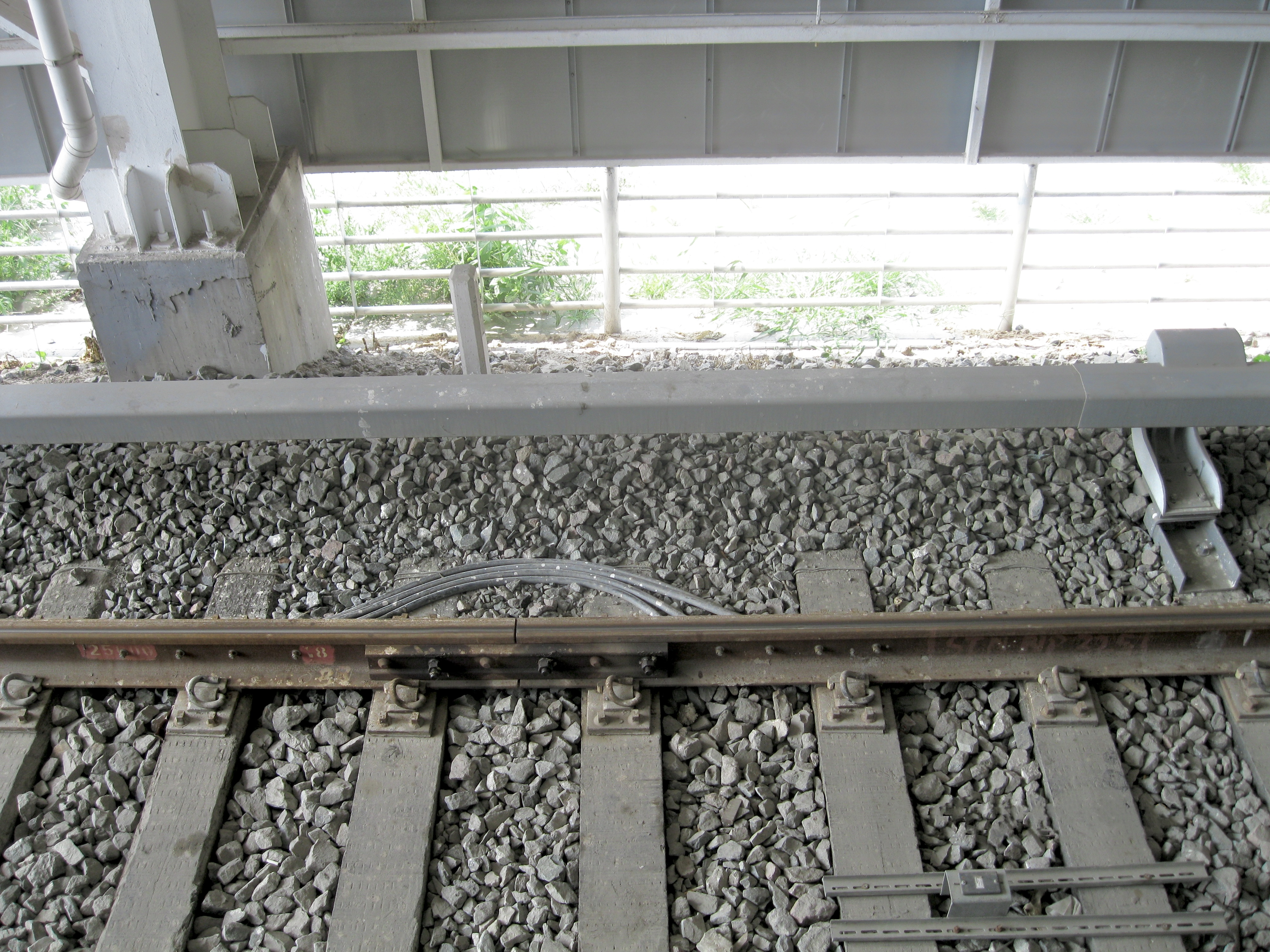
2호선 제3궤조 전차선

| 역이름          | 중문명       | 영문명                       | 접속 노선 | 역간 거리 | 누적 거리 | 소재지   | 소재지 |
| --------------- | ------------ | ---------------------------- | --------- | --------- | --------- | -------- | ------ |
| 차오좡          | 曹庄         | Caozhuang                    |           | 0.00      | 0.00      | 시칭구   |        |
| 볜싱            | 卞兴         | Bianxing                     |           | 1.60      | 1.60      | 난카이구 |        |
| 제위안시다오    | 芥园西道     | Jieyuanxidao                 |           | 1.02      | 2.62      | 난카이구 |        |
| 셴양루          | 咸阳路       | Xianyanglu (Xianyang Road)   |           | 1.56      | 4.18      | 난카이구 |        |
| 창훙궁위안      | 长虹公园     | Changhonggongyuan            | 6         | 1.18      | 5.36      | 난카이구 |        |
| 광카이쓰마루    | 广开四马路   | Guangkaisimalu               |           | 1.10      | 6.46      | 난카이구 |        |
| 시난자오        | 西南角       | Xi'nanjiao                   | 1         | 0.85      | 7.31      | 난카이구 |        |
| 구러우          | 鼓楼         | Gulou                        |           | 0.80      | 8.11      | 난카이구 |        |
| 둥난자오        | 东南角       | Dongnanjiao                  |           | 0.79      | 8.90      | 난카이구 |        |
| 젠궈다오        | 建国道       | Jianguodao                   |           | 0.99      | 9.89      | 허베이구 |        |
| 톈진 역         | 天津站       | Tianjinzhan                  | 3 9       | 0.96      | 10.85     | 허둥구   |        |
| 위안양 국제센터 | 远洋国际中心 | Yuanyangguojizhongxin        |           | 1.02      | 11.87     | 허둥구   |        |
| 순츠차오        | 顺驰桥       | Shunchiqiao                  |           | 1.11      | 12.98     | 허둥구   |        |
| 징장루          | 靖江路       | Jingjianglu                  |           | 0.96      | 13.94     | 허둥구   |        |
| 추이푸신춘      | 翠阜新村     | Cuifuxincun                  |           | 1.14      | 15.08     | 허둥구   |        |
| 위둥청          | 屿东城       | Yudongcheng                  |           | 1.96      | 17.04     | 둥리구   |        |
| 덩저우루        | 登州路       | Dengzhoulu                   |           | 1.44      | 18.48     | 둥리구   |        |
| 궈산루          | 国山路       | Guoshanlu                    |           | 1.25      | 19.73     | 둥리구   |        |
| 공항경제구      | 空港经济区   | Konggangjingjiqu             |           | 1.21      | 20.94     | 둥리구   |        |
| 빈하이 국제공항 | 滨海国际机场 | Binhai International Airport | TSN       | 3.94      | 24.88     | 둥리구   |        |
|                 |              |                              |           |           |           |          |        |

## 환승 정보
톈진 역의 2호선 공항 방면 승강장은 진빈 경궤 지하철 9호선과 동일한 승강장에서 환승이 가능하며, 이 형태의 평면 환승은 톈진 지하철에서 처음 도입한 것이다. 이 정책은 2016년 12월 31일 9호선 노선 조정으로 인해 일시적으로 중단되었으며, 2017년 1월 26일에 평면 환승이 재개되었다.

## 특색
난간형 스크린도어가 설치된 공항경제구역을 제외한 2호선의 나머지 역에는 밀폐형 스크린도어가 설치되어 있다. 열차의 남은 도착 시간을 초단위로 표시하며, 일부 역에는 열차 도착 1-2분 이내에 음성 안내를 방송한다.

## 철도 차량
톈진 지하철 2호선 열차는 톈진 지하철의 전동차 편성중 하나로, 2호선에서 운영된다. 중국북차 다롄 기관차차량 유한회사가 제작한 이 열차는 B1형 열차로, 하향식 제3궤조(1호선은 상향식 제3궤조)를 채택하였다. 차체는 경량화 스테인레스강 소재로 표면은 은회색과 노란색으로 도색되어 있다.

### 차량 특성
출입문 옆에는 소화기 1개, 객차 하나당 4개가 설치되어 있다. 소화기는 출입문 오른쪽 하단에 설치되어 있어 화재 발생 시 승객의 편의를 도모한다. 또한 각 출입문 프레임에 장착된 안전 해머와 비상 잠금 장치도 설치되어, 비상 시 승객이 창문부를 부수거나 손잡이를 돌려 수동으로 문을 열 수 있다. 좌석은 인체공학적 요건을 충족하며, 등받이의 곡률이 인체에 완벽하게 밀착되어 있으며, 좌석 밑의 난방계는 항상 온도를 조절할 수 있으며, 뒤쪽으로 설치되어 탑승자의 다리를 데지 않도록 한다. 각 열에 장애인을 위한 2개의 탑승구가 마련되어 있으며, 특히, 차량에 선택된 소재, 부품의 방화, 내화, 방연, 방독 요구사항은 모두 국외의 해당 등급 기준을 충족하며, 주요 부품, 장비 설치와 내부 장식은 모듈화, 집적화되어 있어 점검 및 교체가 간편하다. 2호선은 객차마다 17인치 액정화면이 설치되어 무선인터넷을 통해 다채널 방송을 수신한다.